# Коврайские Хутора
Коврайские Хутора (укр. Коврайські Хутори) — село в Золотоношском районе Черкасской области Украины.
Население по переписи 2001 года составляло 246 человек. Почтовый индекс — 19724. Телефонный код — 4737.

## Местный совет
19723, Черкасская обл., Золотоношский р-н, с. Песчаное